# جين شيبرد
جين شيبرد (بالإنجليزية: Jane Shepard)‏ هي رسامة كارتون أمريكية، ولدت في 1958.